# Sinum minus
Sinum minus är en snäckart som först beskrevs av Dall 1889.  Sinum minus ingår i släktet Sinum och familjen borrsnäckor. Inga underarter finns listade i Catalogue of Life.